# Бузато, Серджо
Се́рджо Буза́то (итал. Sergio Busato; 24 января 1966, Резана) — итальянский волейбольный тренер.

## Биография
Серджо Бузато начинал тренерскую карьеру в Падуе в должности ассистента главного тренера местного клуба серии A1. В 1999 году по инициативе Юрия Сапеги, прежде также трудившегося в Падуе, вошёл в штаб мужской сборной России с целью внедрения продвинутой статистики и аналитики в работу национальной команды. Как отмечает коллега итальянского специалиста Андрей Рязанцев, Серджо Бузато стал основоположником волейбольной статистики в России, показав, насколько с её помощью можно «глубоко заглянуть в волейбол».
После Олимпийских игр в Сиднее вернулся на Апеннины и в следующем олимпийском цикле работал со сборной Италии. В 2004 году вошёл в тренерский штаб московского «Динамо» и вновь присоединился к сборной России. С 2007 года работал тренером «Трентино», приложив руку к завоеванию этим клубом пяти трофеев за три сезона: звания чемпиона Италии (2007/08), победителя Кубка страны (2009/10), Лиги чемпионов (2008/09, 2009/10) и клубного чемпионата мира (2009).
В сезоне-2010/11 Серджо Бузато работал в уфимском «Урале», а летом 2011 года вновь возглавивший сборную России Владимир Алекно пригласил его и в национальную команду, и в казанский «Зенит». Во второй половине сезона-2011/12 Бузато впервые в карьере работал в должности главного тренера, возглавляя новоуренгойский «Факел». В сезоне-2017/18 был тренером-аналитиком петербургского «Зенита», с июня 2019 по январь 2020 года вновь работал в московском «Динамо».
С 2012 года Бузато занимал должность старшего тренера сборной России, в обязанности которого входили не только статистика и аналитика, но и определение тактики на игру. Он был ассистентом Владимира Алекно, Андрея Воронкова, Сергея Шляпникова, Туомаса Саммелвуо и внёс вклад в победы российских волейболистов на Олимпийских играх в Лондоне (2012), Мировой лиге (2011, 2013), Кубке мира (2011), чемпионатах Европы (2013, 2017), Лиге наций (2018).
В июне 2019 года Серджо Бузато решением руководства Всероссийской федерации волейбола направлен в женскую сборную страны. В начале августа в Калининграде российские волейболистки выиграли свою группу на мировом квалификационном олимпийском турнире. После волевой победы в решающем матче над южнокорейской сборной Бузато растянул указательными пальцами веки, изобразив узкие глаза по поводу выхода команды на Олимпийские игры в Токио. Корейская сторона посчитала этот жест оскорбительным, и тренер был дисквалифицирован Международной федерацией волейбола на 3 матча, которые пришлись уже на чемпионат Европы.
10 сентября 2019 года, после неудачного выступления женской сборной России на европейском первенстве, было объявлено об отставке главного тренера команды Вадима Панкова и назначении Серджо Бузато на должность временно исполняющего обязанности главного тренера для выступления на Кубке мира. По итогам данного турнира российская сборная выиграла бронзовые медали. В конце 2019 года Бузато был утверждён главным тренером сборной.